# Sennecey-le-Grand
Sennecey-le-Grand é uma comuna francesa na região administrativa de Borgonha-Franco-Condado, no departamento Saône-et-Loire. Estende-se por uma área de 26,75 km². Em 2010 a comuna tinha 3 150 habitantes (densidade: 117,8 hab./km²).